# Хименес Малья, Сеферино
Блаженный Сефери́но Химе́нес Ма́лья (исп. Beato Ceferino Giménez Malla; 26 августа 1861, Бенавен-де-Сегрия или Фрага, Арагон — 2 августа 1936, Кладбище Барбастро, Барбастро, Испания) — испано-цыганский активист, покровитель цыган в Католической церкви.
4 мая 1997 года причислен Ватиканом к лику блаженных. День памяти — 4 мая.

## Биография
Сеферино родился в католической цыганской семье в Испании. Он прокочевал около сорока лет прежде, чем осесть в Барбастро. Сеферино был женат, но брак его был бездетным. Поэтому он усыновил осиротевшую племянницу жены Пепиту, и, видимо, по той же причине подкармливал бездомных детей. Зарабатывал продажей лошадей и прославился как честный торговец.
Несмотря на свою неграмотность, он учил цыганских и бедных испанских детей основам христианства, в первую очередь Библии, которую знал очень хорошо, и молитвам. Малья разрешал раздоры среди кале, а также их споры с окружающими.
В 1926 году Сеферино стал мирянином-терцианцем - членом Третьего Францисканского Ордена. В 1931 году начал участвовать в «Ночных поклонениях».
Во время гражданской войны в Испании, сопровождавшейся почти везде, кроме Страны Басков, религиозными гонениями со стороны радикальных антиклерикалов в рядах республиканцев, Сеферино Малья попытался защитить священника от ареста. По легенде, при задержании полицейские спросили цыгана, есть ли у него оружие. «Есть, и вот оно!» — ответил тот, доставая из кармана чётки. Сеферино Малья был убит вместе с другими священниками, миссионерами и сочувствующими им мирянами, обнажив перед смертью своё единственное «оружие» и воскликнув: «Слава Христу!». Его тело было сброшено в братскую могилу.
В 1997 году Сеферино Хименес Малья был причислен Папой Римским Иоанном Павлом II, к лику блаженных.
В 2004 году в Италии была открыта Церковь Блаженного Сеферино, особенность которой состоит в том, что она не имеет ни крыши, ни стен (в традиционном понимании слова).